# دمار دروزان
دمار دروزن (انگلیسی: DeMar DeRozan؛ زادهٔ ۷ اوت ۱۹۸۹) یک بازیکن بسکتبال اهل ایالات متحده آمریکا است. از باشگاه‌هایی که در آن بازی کرده‌است می‌توان به تورنتو رپترز و سن آنتونیو اسپرز اشاره کرد. او هم اکنون در باشگاه شیکاگو بولز بازی میکند.
او گفته بود بهترین ankle breaker که خوردم و نتونستم در مقابل او clamp کنم بازیکن و برنده ۱۱ mvp  the vlone بود